# Muniesa
Muniesa è un comune spagnolo di 640 abitanti situato nella comunità autonoma dell'Aragona.
Il centro presenta alcuni pregevoli edifici in stile rinascimentale-aragonese, fra cui la Casa Aranguren del XVI secolo. In paese si possono anche ammirare due torri in stile Mudéjar. Muniesa fu anche la patria del celebre mistico quietista Miguel de Molinos (1628-1696), che, accusato di eresia, fu processato a Roma e condannato alla reclusione perpetua.